# Sân vận động Đấu trường Alfonso Pérez

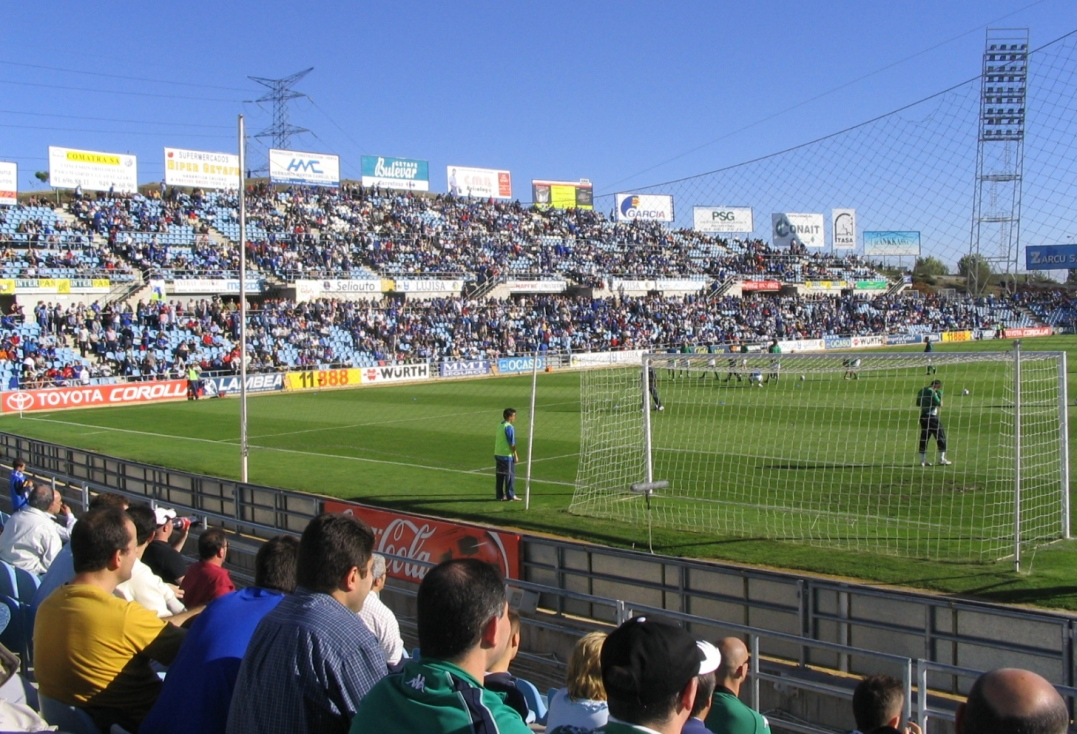
Coliseum Alfonso Pérez

Sân vận động Coliseum Alfonso Pérez (phát âm tiếng Tây Ban Nha: [koliˈsewn alˈfonso ˈpeɾeθ]) là một sân vận động bóng đá thuộc sở hữu của thành phố ở Getafe, Tây Ban Nha. Đây là sân nhà của Getafe CF.

## Lịch sử
Sân vận động được xây dựng vào năm 1998 và hiện tại, sau nhiều lần mở rộng, có sức chứa 17.393 chỗ ngồi, với lượng khán giả tham dự trung bình là 10.579 (62,2%) trong mùa giải 2009/10 và 9.072 trong mùa giải 2010/11. Ở khán đài phía Tây, một mái che đã được lắp đặt, che gần như toàn bộ khán đài để bảo vệ người hâm mộ khỏi thời tiết khắc nghiệt. Trong những năm gần đây, số lượng người trung bình tham dự tại Coliseum chỉ vượt quá 9.000 người hâm mộ.
Getafe CF đã chơi ở sân vận động này kể từ ngày 30 tháng 8 năm 1998, khi đội bóng đến từ phía nam Madrid chơi trận đầu tiên với Talavera CF, sau khi rời Sân vận động tạm thời Juan de la Cierva, nơi họ chỉ thi đấu một năm, sau khi sân vận động huyền thoại, sân vận động thành phố Las Margaritas, bị phá hủy. Mặc dù Getafe CF thi đấu vào ngày 30 tháng 8 nhưng trận khai mạc chính thức diễn ra vài ngày sau đó, vào ngày 2 tháng 9 năm 1998 với trận đấu tam giác có sự góp mặt của Atlético Madrid, Borussia Dortmund và Feyenoord.
Tại sân vận động này, Getafe CF đã trải qua thời kỳ hoàng kim của câu lạc bộ, hai lần thăng hạng lên Giải hạng hai, thăng hạng lên Primera División, đủ điều kiện tham dự hai trận chung kết Copa del Rey và bị loại ở bán kết Copa del Rey trước Barcelona và Santander và trận tứ kết UEFA Cup với Bayern Munich năm 2008.
Sân vận động cũng đã diễn ra một số trận giao hữu giữa các đội tuyển bóng đá quốc gia. Vào tháng 5 năm 2010, trận chung kết UEFA Champions League nữ được tổ chức tại Coliseum.

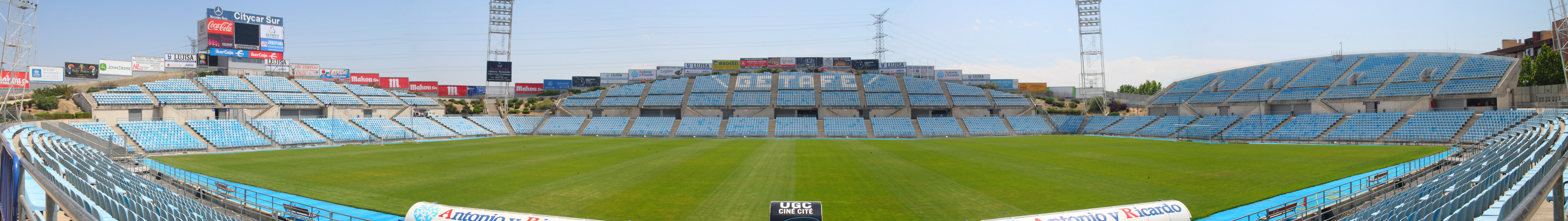
Toàn cảnh sân vận động nhìn từ khán đài phía Tây.

Sân vận động trước đây của Getafe được gọi là Sân vận động Margaritas và nằm gần nơi ngày nay là Khu nhà ở Đại học "Fernando de los Ríos", trên Đại lộ các Thành phố. Nó bị phá bỏ vào năm 1996 và cho đến khi Coliseum được khánh thành, câu lạc bộ đã chơi ở sân vận động Juan de la Cierva, trên Đại lộ Juan de Borbón.
Tên: Sân vận động Coliseum Alfonso Pérez
Khánh thành: 1998
Sức chứa: 16.500
Kích thước sân:
Chiều dài: 105m
Chiều rộng: 70m